# IRAS 19024+0044
IRAS 19024+0044 ist ein präplanetarischer Nebel im Sternbild (Adler), etwa  11.000 Lichtjahre entfernt.